# Liste du patrimoine immobilier classé de Somme-Leuze
Cette page regroupe l'ensemble du patrimoine immobilier classé de la ville belge de Somme-Leuze.
| Objet | Année de construction / Architecte | Adresse                                                    | Section communale | Coordonnées                      | Numéro d’inventaire | Illustration |
| --- | ---------------------------------- | ---------------------------------------------------------- | ----------------- | -------------------------------- | ------------------- | --- |
| Chapelle de la Nativité de la Vierge de Chardeneux (Bonsin)                                                                                           |                                    | Chardeneux (Bonsin)                                        |                   | 50° 22′ 27″ nord, 5° 21′ 49″ est | 91120-CLT-0001-01   | Chapelle de la Nativité de la Vierge de Chardeneux (Bonsin)                                                     |
| Tour de l'église Saint-Martin de Bonsin |                                    | Bonsin                                                     |                   | 50° 22′ 17″ nord, 5° 22′ 49″ est | 91120-CLT-0002-01   | Image manquanteTéléverser                                                                                       |
| Le bâtiment rural sis rue du Centre n°33, à Bonsin |                                    | Rue du Centre n°33, (actueel: rue de Borlon, n°14), Bonsin |                   | 50° 22′ 22″ nord, 5° 22′ 51″ est | 91120-CLT-0003-01   | Image manquanteTéléverser                                                                                       |
| La tour de l'église Notre-Dame de Heure |                                    | Heure                                                      |                   | 50° 17′ 37″ nord, 5° 17′ 46″ est | 91120-CLT-0004-01   | La tour de l'église Notre-Dame de Heure                                                                         |
| L'église Saint-Martin ainsi que le mur du cimetière (M) et l'ensemble formé par cet édifice et le cimetière (S)                                       |                                    | Nettinne                                                   |                   | 50° 17′ 30″ nord, 5° 15′ 46″ est | 91120-CLT-0005-01   | L'église Saint-Martin ainsi que le mur du cimetière (M) et l'ensemble formé par cet édifice et le cimetière (S) |
| Château-ferme de Somal, rue de Somal, n°11 et la chapelle Saint-Roch (M) ainsi que l'ensemble formé par ces édifices et les terrains environnants (S) |                                    | Rue de Somal n°11                                          |                   | 50° 19′ 47″ nord, 5° 19′ 12″ est | 91120-CLT-0006-01   | Image manquanteTéléverser                                                                                       |